# HomePlug

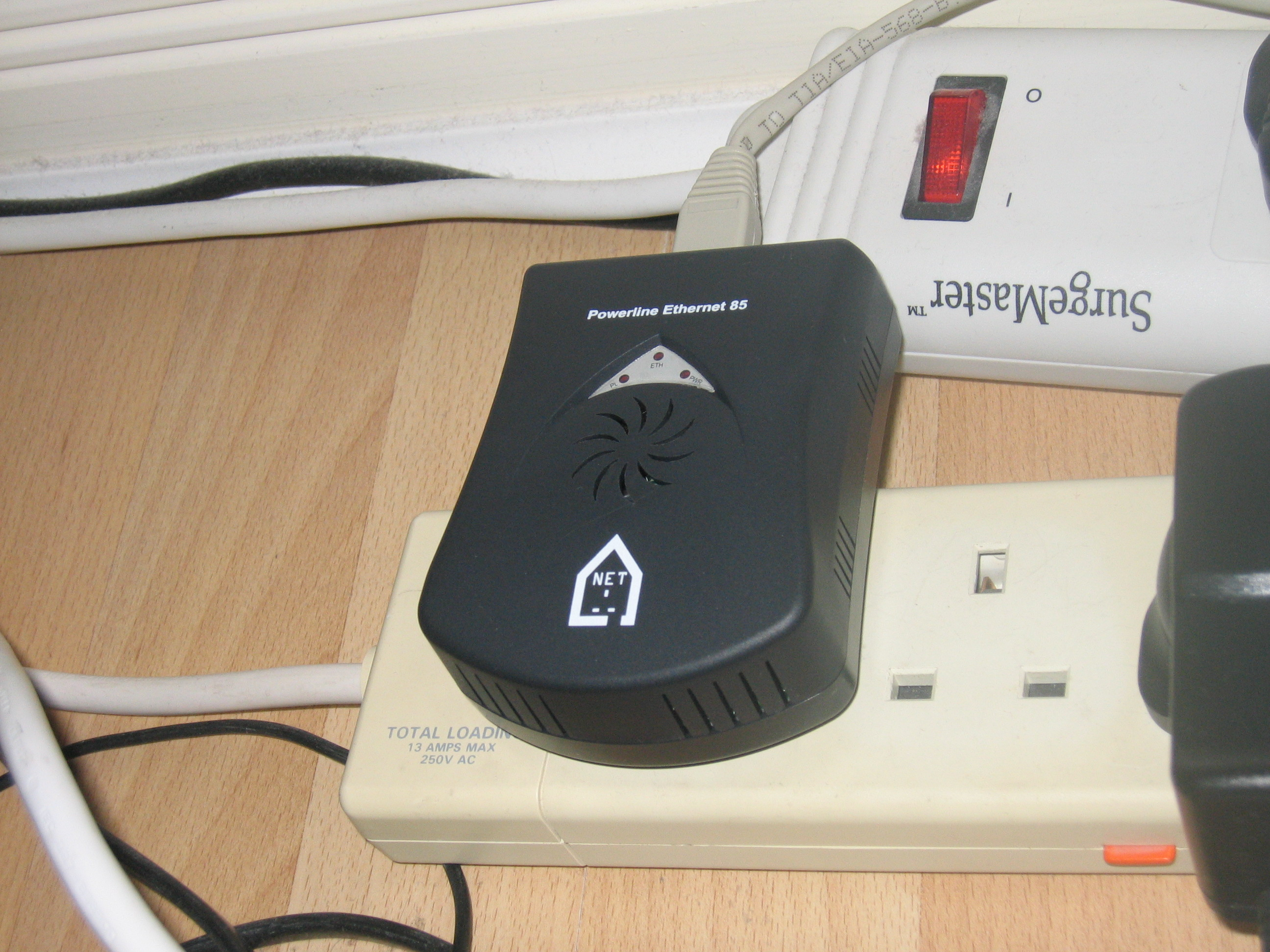
HomePlug-85Mbps-Adapter

HomePlug ist eine Marke für Spezifikationen von Trägerfrequenzanlagen für Inhouse Power Line Communication oder PowerLAN. Die Spezifikationen basieren auf Patenten des Unternehmens Atheros (früher Intellon), das integrierte Schaltkreise für Trägerfrequenzanlagen entwirft und herstellt.
HomePlug-1.0-Adapter werden z. B. von Acer, Allnet, Corinex, devolo, Prevola oder Netgear angeboten und verfügen entweder über eine RJ45- (Ethernet) oder USB-Buchse oder Audio-Cinch-Buchsenkombination.

## Funktionsweise

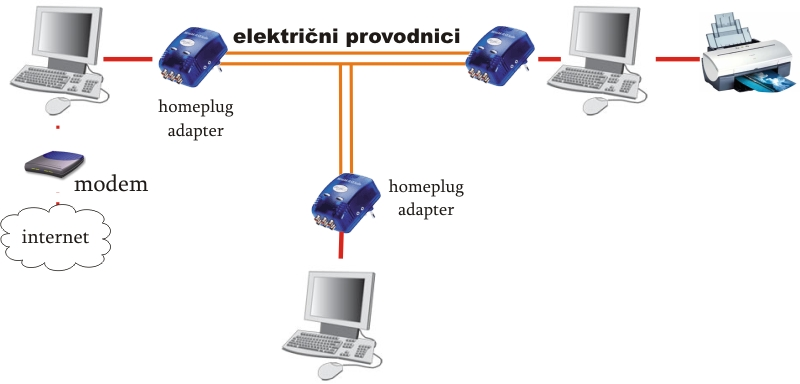
HomePlug-Funktionsweise

Das Stromnetz eines Hauses stellt die Leitungen zum Transport der Datensignale bereit. In jedem Zimmer, in dem eine Steckdose angebracht ist, können Daten gesendet und empfangen werden. Die dafür notwendigen Adapter werden wie normale Stecker in die Steckdose gesteckt und durch ein Netzwerkkabel mit der Netzwerkkarte eines Computers oder eines anderen Geräts mit Netzwerkanschluss verbunden. Es sind mindestens zwei solcher Adapter nötig. HomePlug-Geräte werden seit 2003 in Deutschland verkauft.
Neuere Modelle arbeiten nach der neuen HomePlug-AV-Spezifikation und bieten eine Datenübertragungsrate von max. 200 Mbit/s (z. B. Adapter von devolo oder solche, die auf einem Chipsatz von DS2 basieren, welche bereits mit bis zu 400 Mbit/s vorgestellt wurden). Die neue Spezifikation „HomePlug AV“ (nicht HomePlug 2.0, AV steht für „Audio/Video“) ermöglicht Video-Streaming in DVD-Qualität. HomePlug-AV-Geräte können, müssen aber nicht zu HomePlug-1.0-Geräten kompatibel sein. Ob der Datenaustausch zwischen Geräten unterschiedlichen Spezifikationen funktioniert, hängt davon ab, ob die HomePlug-AV-Geräte einen entsprechenden Kompatibilitätsmodus beherrschen. Unabhängig davon können die beiden Systeme störungsfrei im selben Stromnetz nebeneinander betrieben werden, sind also in jedem Fall koexistent.
Die Netzspannung von 230 V wird mit Trägerfrequenzen von 4,5 bis 27 MHz (HomePlug) beziehungsweise 2 bis 32 MHz (DS2) überlagert, die mit dem Nutzsignal im OFDM-Verfahren moduliert sind.
Die Topologie ist eine Busstruktur, d. h., dass alle Geräte an derselben Leitung angeschlossen sind und immer nur ein Gerät senden oder empfangen kann (vgl. 10BASE2). Zur Behandlung von Kollisionen (zwei Stationen wollen gleichzeitig Daten senden) kommt bei HomePlug 1.0 das CSMA/CA-Verfahren zum Einsatz. HomePlug AV soll hingegen in Zukunft auch das aufwendigere, aber leistungsfähigere TDMA-Verfahren verwenden können, welches keine Kollisionen aufweist. Ein Mischbetrieb von HomePlug 1.0 (CSMA/CA) und HomePlug AV (TDMA) soll dann auch möglich sein, sogar ohne Einbußen für die beteiligten HomePlug-AV-Adapter. Die Interoperabilität ist allerdings nur eine optionale Eigenschaft, eine Notwendigkeit sieht die Spezifikation nicht vor.
Die Reichweite soll etwa 300 m betragen, allerdings ist das von der Qualität der Leitungen im Haus und den Geräten bzw. den Störquellen im Stromnetz abhängig. Ferner wird die Reichweite meist durch den Stromzähler begrenzt. Dessen Dämpfung der Signale ist häufig so groß, dass eine Datenübertragung über ihn hinaus, zum Beispiel in die Nachbarwohnungen, kaum möglich ist. Allerdings ist der Stromzähler nicht immer ein Hindernis; in vielen Fällen können über zwei Stromzähler hinweg Daten empfangen werden. Deswegen wird empfohlen, einen individuellen Netzwerknamen in den Geräten zu konfigurieren. Durch die unvermeidliche Abstrahlung der hochfrequenten Signale auf ungeschirmten Stromleitungen ist ein Empfang der Daten jedoch auch im großen Umkreis der eigentlichen Installation möglich. Einige Hersteller von HomePlug-Geräten setzen Kerbfilter ein, um empfindliche Kurzwellenanwendungen von Störungen freizuhalten.
Schwierigkeiten kann außerdem der in vielen europäischen Haushalten verbreitete Dreiphasenwechselstrom bereiten. Ob die Kommunikation zwischen Stromkreisen, die an verschiedene Phasen angeschlossen sind, funktioniert, ist von den örtlichen Gegebenheiten abhängig und kann nicht grundsätzlich angenommen werden.
Ebenfalls problematisch ist die Verwendung von HomePlug-Adaptern an Verlängerungskabeln und Mehrfachsteckdosen, da diese oft mit integrierten Überspannungsableitern ausgestattet sind. Diese können zu einer hohen Dämpfung führen und eine Datenübertragung verhindern.

## Einsatzbereiche
Der Einsatzbereich der Technologie liegt bei kleinen LANs und Heimnetzwerken. Zunehmend findet man solche Geräte aber auch im professionellen Einsatz, wobei nicht nur hausinterne Stromleitungen, sondern auch Koaxialkabel (Antennenkabel) zur Datenübertragung genutzt werden.
HomePlug 1.0 wird vorwiegend für Daten- und Audio-Übertragung eingesetzt. Die HomePlug-1.0-Spezifikation erreicht theoretisch eine Übertragung von bis zu 14 Mbit/s und eine max. Reichweite von 200–300 m innerhalb eines Stromkreises. So können mehrere Stockwerke überbrückt werden.

## Vorteile
Techniken wie HomePlug bieten eine Alternative zu anderen Netzwerktechniken wie Ethernet oder WLAN. Ihre Vorteile liegen darin, dass keine neuen Kabel verlegt werden müssen und die Reichweite ohne besonderen Aufwand größer als bei WLAN sein kann. Mit der Technik ist es möglich, einen Internetanschluss vom Modem oder Router in einen anderen Raum zu „verlängern“. Da auch mehrere Adapter in einem Hausstromnetz betrieben werden können, kann auf einfache Weise ein Heimnetzwerk aufgebaut werden. Dafür muss für jeden PC ein Adapter in die nächstgelegene Steckdose gesteckt und mit dem PC verbunden werden.
Speziell wenn bauseits kein Netzwerkkabel verlegt werden kann und WLAN wegen dicker Wände und Decken nicht funktioniert, hat die Vernetzung mit solcher Technik Vorteile.

## Nachteile
Trägerfrequenzanlagen zur Versorgung von Haushalten mit Internetzugängen über die zugeführte Stromleitung sind umstritten, da deren Einsatz bei ungeschirmten Leitungen zur Emission hochfrequenter elektromagnetischer Wellen führt. HomePlug arbeitet zwar mit deutlich geringeren Sendepegeln als die Versuchsanlagen der Energieversorgungsunternehmen, dennoch ist in der Praxis mit einer Abstrahlung der Signale über die Wohnungs- bzw. Grundstücksgrenzen hinaus zu rechnen.
In den Bedienungsanleitungen der HomePlug-Geräte findet man meist einen Hinweis ähnlich dem folgenden: „Diese Einrichtung kann im Wohnbereich Funkstörungen verursachen; in diesem Fall kann vom Betreiber verlangt werden, angemessene Maßnahmen durchzuführen.“ Das dürfte in der Regel die Außerbetriebnahme der HomePlug-Geräte sein. Bei Störungen kann man sich an den Funkmessdienst der Bundesnetzagentur wenden.
Des Weiteren kann die Datenübertragung abgehört werden. Deshalb wird in der Regel eine Datenverschlüsselung verwendet.
Da die Qualität der Kommunikationsverbindung zwischen den einzelnen Knoten eines HomePlug-Netzes von der Elektroverkabelung abhängt und störanfällig ist (z. B. große Verbraucher), muss beim praktischen Einsatz damit gerechnet werden, dass Verbindungen nur schlecht oder gar nicht zustande kommen bzw. vorübergehende Störungen auftreten.

## Varianten

### HomePlug 1.0
Die ursprüngliche Spezifikation wurde von der HomePlug Alliance im Juni 2001 eingeführt. Sie unterstützt bis zu 14 Mbit/s, es gab aber mehrere Erweiterungen, die eine höhere Geschwindigkeit brachten, in einer verbreiteten Variante bis zu 85 Mbit/s. HomePlug 1.0 wurde 2008 in den Standard TIA-1113 übernommen („Medium-Speed (up to 14 Mbps) Power Line Communications (PLC) Modems using Windowed OFDM“).

### HomePlug Access BPL
HomePlug „Access Broadband Power Line“ ist in Zusammenarbeit mit Stromversorgern entstanden, die über das Hauskabel eine Breitbandanbindung den Haushalten anbieten wollen. Das Anforderungsdokument wurde im Juni 2005 vorgestellt, die weitere Spezifikation verzögert sich und wurden dann im Rahmen der IEEE-1901-Standardisierung als „IEEE1901 Access“ abgeschlossen.

### HomePlug AV
HomePlug AV wurde im August 2005 von der HomePlug Alliance vorgestellt. Die Spezifikation erlaubt bis zu 200 MBit/s Übertragungsrate. HomePlug-AV-Geräte müssen nicht zwingend rückwärtskompatibel mit HomePlug 1.0 sein, dürfen aber HomePlug-1.0-Verbindungen am selben Kabel nicht stören.

### HomePlug AV2
Die Erweiterung unter dem Titel „AV2“ wurde im November 2009 vorgestellt. Die Spezifikation erlaubt bis zu 600 Mbit/s und liegt seit Januar 2012 in der Endfassung vor. Die Spezifikation wurde gemeinsam mit IEEE 1901 entwickelt, dieser brauchte mehrere Standardisierungsrunden, bis der Entwurf 4.0 am 30. Dezember 2010 als endgültiger Standard beschlossen wurde. HomePlug-AV2-Geräte sollen rückwärtskompatibel mit HomePlug-AV-Geräten sein, bringen jedoch einen zusätzlichen Wavelet-PHY ein, der einen Betrieb in Japan erlaubt.

## HomePlug GreenPHY
HomePlug GreenPHY wird im Rahmen der ISO/IEC-15118-3 Standardisierung von Smart-Grid-Anwendungen („Intelligentes Stromnetz“) entwickelt und ist für die Vehicle-to-Grid-Kommunikation von Elektroautos vorgesehen. Hauptziel der Entwicklung sind billigere und stromsparende Adapter, um Heimgeräte standardmäßig damit auszurüsten, die dann über ein robustes Protokoll im vernetzten Haus („Intelligentes Wohnen“) kommunizieren können. Die Entwurfsphase wurde im Februar 2011 abgeschlossen und liegt zur Abstimmung vor, die Veröffentlichung soll im September 2011 erfolgen. HomePlug GreenPHY ist kompatibel mit AV2 (und damit AV) ausgelegt.